# Bitwa w zatoce Vella
Bitwa w zatoce Vella – starcie morskie podczas walk w archipelagu Wysp Salomona w czasie II wojny światowej na Pacyfiku, pomiędzy niszczycielami japońskimi i amerykańskimi, stoczone w nocy 6/7 sierpnia 1943 roku w zatoce Vella, między wyspami Kolombangara i Vella Lavella.

## Podłoże
Do starcia doszło w związku z nocnymi wypadami niszczycieli japońskich, tzw. Tokyo Express, dowożącymi posiłki garnizonowi Kolombangary w grupie wysp Nowej Georgii archipelagu Wysp Salomona. Po wcześniejszych operacjach, w trakcie których doszło m.in. do korzystnych dla Japończyków bitew w zatoce Kula i pod Kolombangarą, w nocy 1/2 sierpnia 1943 roku niszczyciele „Hagikaze”, „Arashi” i „Shigure” pomyślnie dostarczyły tam dalszych 900 żołnierzy. Grupa 15 amerykańskich kutrów torpedowych patrolujących Cieśninę Blacketta nie zdołała przeszkodzić Japończykom, natomiast osłaniający akcję niszczyciel „Amagiri” staranował i zatopił kuter PT-109, dowodzony przez Johna F. Kennedy’ego (późniejszego prezydenta USA). 
Dowództwo japońskie postanowiło powtórzyć akcję zaopatrzeniową 7 sierpnia, według takiego samego scenariusza, przez zatokę Vella i Cieśninę Blacketta od południowej strony Kolombangary. Zadanie miały wykonać te same niszczyciele 4. dywizjonu 4. eskadry, z tym, że lekko uszkodzony w kolizji „Amagiri” zastąpiono przez „Kawakaze”. Tym razem wszystkie niszczyciele przenosiły wojsko na pokładzie. Zespołem dowodził kmdr Kaju Sugiura.
O planowanej akcji Amerykanie zostali uprzedzeni przez wywiad i 6 sierpnia skierowali do zatoki Vella zespół 6 niszczycieli z 12. dywizjonu i 15. dywizjonu pod dowództwem kmdra por. Frederica Moosbruggera. Tym razem, w odróżnieniu od większości poprzednich starć z Tokio Express, amerykańskie niszczyciele miały działać same, bez krążowników, co teoretycznie odbierało Amerykanom przewagę ogniową, jednak w praktyce dawało większe możliwości manewru i wykazywania inicjatywy w starciu. W dodatku amerykański zespół i jego dowódca był dobrze przygotowany do walk nocnych, będących dotąd domeną Japończyków. 

## Starcie
6 sierpnia rano zespół japoński wyszedł z bazy w Rabaulu. Został on wykryty przez samolot amerykański, lecz dalej posuwał się tym samym kursem na wschód w stronę zatoki Vella. Amerykańskie okręty osiągnęły zatokę już wieczorem, po czym płynęły na północ wzdłuż brzegu Kolombangary, najpierw trzy okręty 12. dywizjonu, za nimi trzy okręty 15. dywizjonu, w kolejności: USS „Dunlap”, „Craven”, „Maury”, Lang”, „Sterett”, „Stack”. O 23.23 Amerykanie wykryli cztery nadchodzące japońskie niszczyciele na radarach. Pogoda była zła i noc ciemna, lecz Amerykanie zdecydowali stoczyć walkę na przeciwnych kursach, mając Japończyków z lewej burty, korzystając z przewagi technicznej danej im przez radary i według ich wskazań.

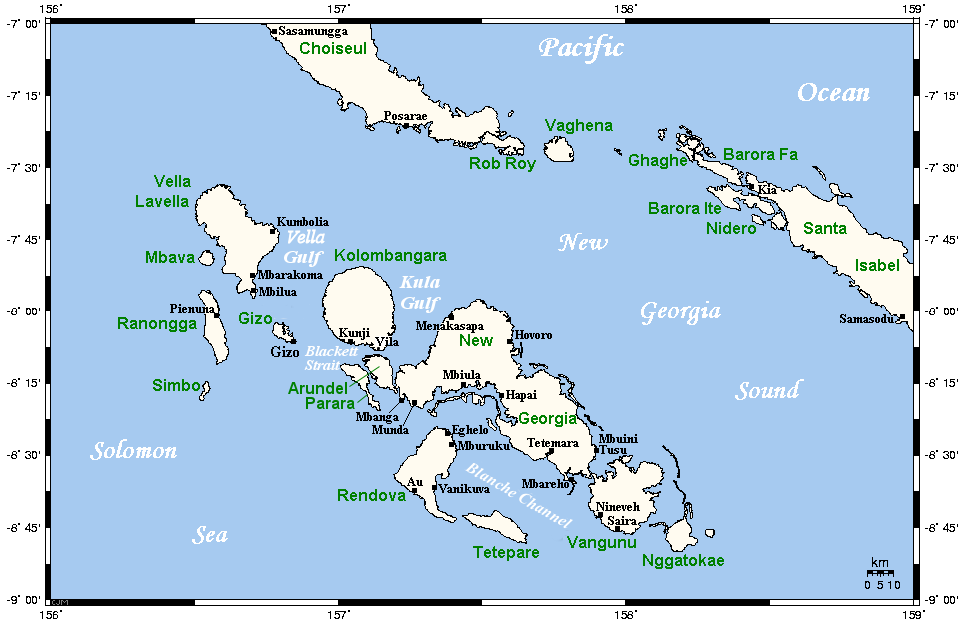
Grupa wysp Nowej Georgii - od lewej Vella Lavella, dalej Kolombangara, oddzielone zatoką Vella

Japończycy szli w szyku torowym, w kolejności: „Hagikaze” (flagowy), „Arashi”, „Kawakaze”, „Shigure”, z odstępami ok. 500 m. Kiedy dystans między zespołami spadł do kilku kilometrów, trzy niszczyciele 12. dywizjonu wystrzeliły po 8 torped, po czym wykonały zwrot w prawo. Czas płynięcia torped wynosił około 4 minuty. Kiedy Japończycy dostrzegli z lewej burty wykonujące zwrot niszczyciele amerykańskie, było już za późno. Pomimo prób wykonania zwrotów w celu uniknięcia ataku i wystrzelenia własnych torped, o 23.46 amerykańskie torpedy trafiły trzy czołowe niszczyciele „Hagikaze” (2 torpedy), „Arashi” (3 torpedy) i „Kawakaze” (2 torpedy). „Shigure”, dowodzony przez komandora Tameichi Harę, zdołał wymanewrować przepływające blisko torpedy zwrotem w prawo, lecz jedna trafiła go w ster, ale szczęściem dla okrętu, nie wybuchła. Chwilę przed tym, „Shigure” odpalił też własne torpedy, lecz niecelnie. 
15. dywizjon amerykański, płynący w dalszej kolejności, tymczasem wykonał zwrot w lewo, przecinając kurs japoński i otworzył ogień do obezwładnionych okrętów. Niszczyciel USS „Stack” dobił torpedami „Kawakaze”, który wywrócił się i zatonął. Na pole walki wróciły też niszczyciele 12. dywizjonu. Niedługo po północy zatonął „Arashi”, dobity artylerią i torpedami oraz „Hagikaze”, dobity artylerią. Jedynie „Shigure” zdołał ujść, nie podejmując walki ze znacznie przeważającym nieprzyjacielem. Amerykanie usiłowali ratować rozbitków, lecz ci odmawiali wyciągnięcia z wody i pójścia do niewoli.

## Podsumowanie
Bitwa była niekwestionowanym sukcesem Amerykanów, w dodatku pierwszym sukcesem w torpedowej walce nocnej lekkich sił, w której dotąd na ogół dominowali Japończycy. Wykazała ona słuszność samodzielnych i aktywnie prowadzonych operacji niszczycieli przeciw niszczycielom, bez wsparcia krążowników. Dużą rolę w zwycięstwie odegrało zaskoczenie, umożliwione przez amerykańską przewagę w technice radiolokacyjnej. W kolejnych starciach z japońskimi lekkimi siłami Amerykanie już na ogół odnosili sukcesy. „Zatoka Vella” (Vella Gulf) stała się nazwą noszoną przez późniejsze amerykańskie okręty, wśród niektórych innych zwycięskich bitew.
Utonęło lub nie przeżyło trudów wędrówki przez dżunglę na okolicznych wyspach ok. 1210 marynarzy i żołnierzy (z załogi „Hagikaze” 178, z „Arashi” 178, z „Kawakaze” 169 i 685 żołnierzy). Zdołało się uratować ok. 310, w tym komandor Sugiura, którzy głównie dopłynęli do brzegów wyspy Vella Lavella. 

## Zestawienie sił

### Amerykanie
- Task Group 31.2 - kmdr por. Frederick Moosbrugger - niszczyciele:
  - USS „Dunlap” (okręt flagowy)
  - USS „Craven”
  - USS „Maury”
  - USS „Lang”
  - USS „Sterett”
  - USS „Stack”

### Japończycy
- kmdr Kaju Sugiura - niszczyciele:
  - „Hagikaze” † (typ Kagerō, 4. dywizjon 10. flotylli 3. Floty - okręt flagowy)
  - „Arashi” † (typ Kagerō, 4. dywizjon)
  - „Kawakaze” † (typ Shiratsuyu, 24. dywizjon 2. flotylli 2. Floty)
  - „Shigure” (typ Shiratsuyu, 27. dywizjon 2. flotylli 2. Floty)